# ژان، دوک اعظم لوکزامبورگ
ژان (زاده ۵ ژانویه ۱۹۲۱ – درگذشته ۲۳ آوریل ۲۰۱۹) از سال ۱۹۶۴ تا زمان کناره‌گیری در سال ۲۰۰۰، دوک اعظم لوکزامبورگ بود. او پدر حاکم فعلی آنری و پسر دوشس بزرگ شارلوت و شاهزاده فلیکس از بوربن-پارما است. یکی از والدین تعمیدی او پاپ بندیکت پانزدهم که نام دوم ژان از بندیکت گرفته شده.

## زندگی
ژان در تاریخ ۵ ژانویه ۱۹۲۱ در قلعه کلماربرگ، لوکزامبورگ متولد شد. او پسر دوشس بزرگ شارلوت و شاهزاده فلیکس از بوربن-پارما است. وی مدرسه ابتدایی و مرحله اول از آموزش متوسطه را در لوکزامبورگ به پایان رساند و برای اتمام دوره متوسطه به کالج شبانه‌روزی آمپل فورد در بریتانیا رفت که مدرسه‌ای وابسته به کلیسای کاتولیک رومی است. او در ۵ ژانویه ۱۹۳۸ و در زمان رسیدن به سن قانونی رسماً به عنوان وارث سلطنت لوکزامبورگ شناخته شد.

## جنگ جهانی دوم
در تاریخ ۱۰ مه ۱۹۴۰ آلمان نازی به لوکزامبورگ حمله کرد و چهارسال این کشور را در اشغال خود داشت. یک شب پیش از این حمله، خانواده سلطنتی که از حملهٔ قریب‌الوقوع آلمان خبر داشتند، کشور را ترک کرده و در پاریس پناه گرفتند. چند هفته بعد از آن فرانسه را ترک کرده، به ایالات متحده رفته و ملکی را در بروک‌ویل نیویورک اجاره کردند. ژان در دانشگاه لاوال در کبک به تحصیل حقوق و علوم سیاسی پرداخت.
ژان در سال ۱۹۴۲ به عنوان داوطلب به نیروی زمینی بریتانیا پیوست و پس از تعلیم نظامی در سندهرست با درجه ستوان مشغول خدمت شد. او در ۱۱ ژوئن ۱۹۴۴ به نرماندی اعزام شد و در نبرد برای کان و آزادسازی بروکسل حضور داشت.

## سلطنت
ژان در ۱۲ نوامبر ۱۹۶۴ و پس از کناره‌گیری مادرش از سلطنت به مقام دوک اعظم لوکزامبورگ رسید و در همان روز درجه ژنرال ارتش لوکزامبورگ را کسب کرد. وی در ۷ اکتبر ۲۰۰۰ به نفع پسرش از سلطنت کناره‌گیری کرد.